# Ceruncina
Ceruncina là một chi bướm đêm thuộc họ Geometridae.

## Các loài
- Ceruncina fortis
- Ceruncina lyta
- Ceruncina nemea
- Ceruncina tienmuensis
- Ceruncina translineata
- Ceruncina tsinlinga